# ARA Rosales (P-42)
La corbeta ARA Rosales (P-42) (CORO) es una corbeta multipropósito MEKO 140 de la Armada Argentina construida en el Astillero Río Santiago (del AFNE), situado en Ensenada, Argentina, con licencia y materiales provistos por el astillero Blohm + Voss de Alemania Occidental.

## Historia
La construcción de este buque fue autorizada por el decreto N.º 2310/79 del 1 de agosto de 1979. La corbeta Rosales fue botada el 4 de marzo de 1983 siendo su madrina Beatriz Van Doorn de Hughes. Se incorporó a la 2.ª División de Corbetas de la Flota de Mar el 24 de marzo de 1987. Recibió su Pabellón de Guerra el 24 de marzo de 1987, donado por la comuna del Partido de Coronel de Marina Leonardo Rosales. Su primer comandante fue el capitán de navío Manuel Augusto Iricibar.

## Servicio operativo
Desde su incorporación a la 2.ª División de Corbetas —actual División de Corbetas— participa en las ejercitaciones con el resto de los buques de la Flota de Mar, la División de Patrullado Marítimo, la Fuerza de Submarinos y aviones y helicópteros de la Aviación Naval. También ha tomado parte en numerosas operaciones navales con unidades de otros países, en ejercicio Pre-Unitas, UNITAS, Gringo-Gaucho, Atlasur, Passex, Gosth, y Fraterno.
En 1991, la corbeta ARA Rosales participó, junto con el transporte ARA Bahía San Blas, del bloqueo impuesto a Irak por las Naciones Unidas, en el marco de la resolución N.º 661 del Consejo de Seguridad. En esta misión, denominada Operativo Alfil, los dos buques conformaron el GT 88.1, un Grupo Naval Destacado a las órdenes del capitán de navío Rodolfo Hasenbalg, y partieron para sumarse a la coalición internacional en febrero de ese año. Las áreas de operaciones fueron el golfo de Omán, el estrecho de Hormuz y el golfo Pérsico, lugares en los cuales la corbeta Rosales interceptó 337 buques mercantes. Durante sus operaciones recibió apoyo logístico de buques franceses y australianos. En julio, el GT 88.1 regresó a la Argentina, concluyendo su misión.
El 13 de febrero de 1992, a su regreso de prestar apoyo a los náufragos del pesquero argentino Estrella I, interceptó realizando tareas ilegales en el golfo San Matías al pesquero japonés Daito Marú, al que llevó detenido al puerto de Ingeniero White. El 12 de abril de ese mismo año capturó al pesquero chino Kao Hsiun.
En 1996, repatrió desde Carmelo (Uruguay) los restos del coronel Leonardo Rosales a Punta Alta, donde hoy descansan en la Parroquia María Auxiliadora.
En 1997, representó, junto con su gemela ARA Parker, a la Armada Argentina en la Parada Naval por el 75.º aniversario de la Armada Sudafricana, realizado en ciudad del Cabo, aprovechando el viaje para también realizar el ejercicio Atlasur. La unidad volvió a participar de este ejercicio combinado en Brasil en 1999.
En el año 2004, junto a su hermana ARA Parker realizó el Viaje de Instrucción de los Cadetes de la Escuela Naval, ya que la ARA Libertad se encontraba en un proceso de modernización de media vida.
En 2008, navegó nuevamente hasta Sudáfrica para participar en el ejercicio Atlasur junto con su gemela ARA Robinson, ambos apoyados por el buque tanque ARA Ingeniero Julio Krause.

### Década de 2010
Las actividades operativas son variadas. La participación en ejercicios conjuntos y combinados es constante, realizando despliegues en diferentes puntos del mar argentino y del extranjero.
Durante fines de 2013 y principios de 2014, la corbeta se sometió a importantes reparaciones en el Astillero Río Santiago. Luego de ello, participó en Brasil del ejercicio Atlasur, aprovechando su navegación en la zona para integrarse al operativo de búsqueda del velero argentino desaparecido Tunante II.

### Década de 2020
Participó de los ejercicios navales realizados con unidades de la Flota de Mar en el mar Argentino de 2024.

## Su nombre
Es el cuarto buque de la Armada Argentina que lleva este nombre, en homenaje al coronel de marina Leonardo Rosales, que sirvió en la Marina Argentina durante las guerras de la Independencia y contra el Imperio del Brasil. Sus antecesores fueron: el bergantín goleta Coronel Rosales (1874), el torpedero de mar ARA Rosales (1890), y el destructor ARA Rosales (1961).